# Цзешоу
Цзешоу (кит. спр. 界首市, піньїнь: Jièshŏu Shì) — місто-повіт в центральнокитайській провінції Аньхой, складова міста Фуян.

## Географія
Цзешоу розташовується на півночі префектури, лежить на Великій Китайській рівнині.

### Клімат
Місто знаходиться у зоні, котра характеризується вологим субтропічним кліматом. Найтепліший місяць — липень із середньою температурою 27.8 °C (82 °F). Найхолодніший місяць — січень, із середньою температурою 1.7 °С (35.1 °F).
| Клімат Цзешоу           | Клімат Цзешоу | Клімат Цзешоу | Клімат Цзешоу | Клімат Цзешоу | Клімат Цзешоу | Клімат Цзешоу | Клімат Цзешоу | Клімат Цзешоу | Клімат Цзешоу | Клімат Цзешоу | Клімат Цзешоу | Клімат Цзешоу | Клімат Цзешоу |
| Показник                | Січ.          | Лют.          | Бер.          | Квіт.         | Трав.         | Черв.         | Лип.          | Серп.         | Вер.          | Жовт.         | Лист.         | Груд.         | Рік           |
| Середній максимум, °C   | 6,4           | 8,2           | 14            | 20,8          | 26,5          | 31,3          | 31,9          | 31,4          | 26,7          | 21,7          | 14,8          | 8,5           | 20,2          |
| Середня температура, °C | 1,7           | 3,4           | 8,8           | 15,4          | 21            | 25,8          | 27,8          | 27,2          | 22            | 16,6          | 9,9           | 3,7           | 15,3          |
| Середній мінімум, °C    | −3            | −1,4          | 3,6           | 9,7           | 15,2          | 20,4          | 23,5          | 22,8          | 17,2          | 11,2          | 4,6           | −1,3          | 10,2          |
| Норма опадів, мм        | 20.6          | 28.1          | 45            | 65.2          | 75.7          | 109.9         | 208.3         | 128.3         | 85.6          | 54.2          | 32.8          | 15.9          | 869.6         |
| Днів з опадами          | 5             | 6,6           | 8,7           | 10            | 9,3           | 8,9           | 12,9          | 11            | 10,5          | 8,5           | 7,2           | 5,7           | 104,3         |
| Вологість повітря, %    | 64.7          | 66.3          | 65.9          | 67.7          | 66.8          | 67.3          | 78.8          | 79.4          | 76.2          | 73.2          | 70.2          | 65.7          | 70.2          |
| ----------------------- | ------------- | ------------- | ------------- | ------------- | ------------- | ------------- | ------------- | ------------- | ------------- | ------------- | ------------- | ------------- | ------------- |
| Джерело: Weatherbase    |               |               |               |               |               |               |               |               |               |               |               |               |               |